# 18e cérémonie des Visual Effects Society Awards
 (juin 2020).
Si vous disposez d'ouvrages ou d'articles de référence ou si vous connaissez des sites web de qualité traitant du thème abordé ici, merci de compléter l'article en donnant les références utiles à sa vérifiabilité et en les liant à la section « Notes et références ».
La 18e cérémonie des Visual Effects Society Awards (VES Awards), organisée par la Visual Effects Society, a lieu le 29 janvier 2020 et récompense les meilleurs effets visuels de l'année 2019.

## Palmarès

### Meilleur effets spéciaux dans un film live
- Le Roi lion
  - Alita : Battle Angel
  - Avengers : Endgame
  - Gemini man
  - Star Wars IX : L'ascension de Skywalker

### Meilleur effets spéciaux secondaire dans un film live
- The Irishman
  - 1917
  - Le Mans 66
  - Joker
  - The Aeronauts

### Meilleur effets spéciaux dans un film d'animation
- Monsieur Link
  - La Reine des neiges 2
  - Klaus
  - La grande aventure LEGO 2
  - Toy Story 4

### Meilleur personnage animé dans un film live
- Alita : Battle Angel pour Alita
  - Avengers : Endgame pour Hulk
  - Gemini man pour Junior
  - Le Roi lion pour Scar

### Meilleur personnage animé dans un film d'animation
- Monsieur Link pour Susan
  - La Reine des neiges 2 pour Le Nixe d'eau
  - Klaus pour Jesper
  - Toy Story 4 pour Bo, la bergère

### Meilleure création de décor/environnement pour un film live
- Le Roi lion pour La terre des Lions
  - Aladdin pour Agrabah
  - Alita : Battle Angel pour Iron City
  - Brooklyn Affairs pour Penn Station
  - Star Wars IX : L'ascension de Skywalker pour le désert de Pasaana

### Meilleure création de décor/environnement pour un film d'animation
- Toy Story 4 pour la quincaillerie
  - La Reine des neiges 2 pour la rivière des Géants
  - Dragons 3 : Le monde caché pour Le monde caché
  - Monsieur Link pour le passage dans la jungle indienne

### Meilleure photographie dans un projet par ordinateur
- Le Roi lion
  - Alita : Battle Angel
  - The Mandalorian pour l'épisode "Le prisonnier"
  - Toy Story 4

### Meilleure modèle pour un projet live ou animé
- The Mandalorian pour Le Razocrest dans l'épisode "Le péché"
  - Perdu dans l'espace pour Le Résolution
  - Monsieur Link pour La Mandchourie
  - Le maître du haut château pour Le Rocket Train

### Meilleurs effets de simulation dans un film live
- Star Wars IX : L'ascension de Skywalker
  - Dumbo
  - Spider-Man : Far From Home
  - Le Roi lion

### Meilleurs effets de simulation dans un film d'animation
- La Reine des neiges 2
  - Abominable
  - Dragons 3 : Le monde caché
  - Toy Story 4

### Meilleur compositing dans un film live
- The Irishman
  - Alita : Battle Angel
  - Avengers : Endgame
  - Captain Marvel pour Nick Fury jeune
  - Star Wars IX : L'ascension de Skywalker

### Meilleur effets pratique dans un projet live ou animé
- Dark Crystal : Le temps de la résistance pour l'épisode "Elle connaît tous les secrets"
  - Terminator : Dark Fates
  - Aladdin pour le tapis magique
  - Game of Thrones pour l'épisode "Les Cloches"

### Meilleur effets spéciaux pour un épisode live
- The Mandalorian pour l'épisode "L'enfant"
  - Game of Thrones pour l'épisode "Les Cloches"
  - His Dark Materials : À la croisée des mondes pour l'épisode "Combat à outrance"
  - La Belle et le Clochard
  - Perdu dans l'espace pour l'épisode "Quatre-vingt-dix-sept"
  - Stranger Things pour l'épisode "Chapitre six : E pluribus unum"

### Meilleur effets spéciaux secondaire dans un épisode live
- Chernobyl pour l'épisode "1:23:45"
  - Living with Yourself pour l'épisode "Ce fut un plaisir"
  - See pour l'épisode "Dieu flamme"
  - The Crown pour l'épisode "Aberfan"
  - Vikings pour l'épisode "Le Secret de la grotte"

### Meilleur effet spéciaux dans une publicité
- Hennessy pour "The Seven Worlds"
  - Anthem pour "Conviction"
  - BMW pour "Legend"
  - PlayStation pour "Feel the Power of Pro"
  - Purdey's pour "Hummingbird"

### Meilleur personnage animé dans un épisode ou dans un projet en temps réel
- Stranger Things pour Tom/Bruce Monster
  - La Belle et le Clochard pour le Clochard
  - The Mandalorian pour Mudhorn dans l'épisode "L'enfant"
  - The Unmbrella Academy pour Pogo dans l'épisode pilote

### Meilleur personnage animé dans une publicité
- Cyberpunk 2077 pour le personnage de Dex
  - Apex Legend pour le personnage de Mirage dans le trailer de Meltdown
  - Churchill Insurance pour le chien Churchie
  - John Lewis pour le dragon Edgar

### Meilleure création de décor/environnement pour un épisode, une publicité ou un projet en temps réel
- Game of Thrones pour la place du Donjour Rouge dans l'épisode "Le trône de fer"
  - Perdu dans l'espace pour la crevasse dans l'épisode "Précipice"
  - Dark Crystal : Le temps de la résistance pour la forêt infini
  - The Mandalorian pour la ville de Nevarro

### Meilleur effets de simulation pour un épisode, une publicité ou un projet en temps réel
- Game of Thrones pour l'épisode "Les Cloches"
  - Hennessy pour "The Seven Worlds"
  - Perdu dans l'espace pour la planète d'eau dans l'épisode "Précipice"
  - Stranger Things pour la formation du Tom/Bruce Monster
  - The Mandalorian pour Mudhorn dans l'épisode "L'enfant"

### Meilleur compositing dans un épisode
- Game of Thrones pour la bataille de dragons dans l'épisode "La Longue nuit"
  - Game of Thrones pour l'épisode "Les Cloches"
  - Stranger Things pour le combat dans le centre commercial
  - Watchmen pour le personnage de Miroir dans l'épisode pilote

### Meilleur compositing dans une publicité live
- Hennessy pour "The Seven Worlds"
  - BMW pour "Legend"
  - Feeding America pour "I Am Hunger in America"
  - PlayStation pour "Feel the Power of Pro"

### Meilleur effet spéciaux dans un projet en temps réel
- Control
  - Call of Duty : Modern Warfare
  - Gears 5
  - Myth : A Frozen Tale
  - Vader Immortal : Episode I

### Meilleur effets spéciaux dans une attraction
- Star Wars : Rise of the resistance
  - Avengers : Damage Control
  - Jurassic World : The Ride
  - Millennium Falcon – Smugglers Run
  - Universal Sphere

### Meilleur effets spéciaux dans un projet étudiant
- The Beauty
  - Downfall
  - Love and Fifty Megatons
  - Œil Pour Œil

## Spécials

### VES Visionary Award
- Roland Emmerich

### VES Award for Creative Excellence
- Sheena Duggal

### Lifetime Achievement Award
- Martin Scorsese